# Hátam megye

Jazd tartomány megyéinek elhelyezkedése

Hátam megye (perzsául شهرستان خاتم) Irán Jazd tartományának legdélebbi megyéje az ország középső, délnyugati részén. Délen Fársz tartomány Nejriz megyéje, délnyugaton és nyugaton a Fársz tartományban lévő Bavánát megye, északról Marvaszt megye, keletről a Kermán tartományban lévő Sahr-e Bábak megye, délkeletről Szirdzsán megye határolják. Székhelye a 10 000 fős Herát városa, más városi rangú település nincs a megyében. A megye két kerületet foglal magába, amely a Központi kerület és Csáhak kerület.  A megye lakossága 31 695 fő volt 2016-ban. 2021 nyarán leválasztották róla Marvaszt kerületet, amit megyei rangra emeltek.

## Fordítás
- Ez a szócikk részben vagy egészben  a   Khatam County című angol Wikipédia-szócikk ezen változatának fordításán alapul.  Az eredeti cikk szerkesztőit annak laptörténete sorolja fel. Ez a jelzés csupán a megfogalmazás eredetét és a szerzői jogokat jelzi, nem szolgál a cikkben szereplő információk forrásmegjelöléseként.